# آرتورو مالی
آرتورو مالی (اسپانیایی: Arturo Maly‎؛ ‏ ۶ سپتامبر ۱۹۳۹ – ۲۵ مهٔ ۲۰۰۱) بازیگر اهل آرژانتین بود.
از فیلم‌ها یا برنامه‌های تلویزیونی که وی در آن نقش داشته‌است، می‌توان به زمان انتقام، ساحل عشق، دیسکوی عشق و بیگانه اشاره کرد.